# Ащилыколь
Ащылколь (Ащыколь, Ащиколь, Сарым; каз. Ащылыкөл) — озеро в Узункольском районе Костанайской области Казахстана. Находится в 8 км к югу от посёлка Ит-Сары. Впадает руч. б/н.
По данным топографической съёмки 1944 года, площадь поверхности озера составляет 3,56 км². Наибольшая длина озера — 4,3 км, наибольшая ширина — 1,5 км. Длина береговой линии составляет 10,2 км, развитие береговой линии — 1,54. Озеро расположено на высоте 9,28 м над уровнем моря.